# 网柄菌目
网柄菌目（学名：Dictyosteliales）是网柄菌纲下的一个目。

## 下属分类
本目包括以下科：
- 网柄菌科 Dictyosteliaceae
- Raperosteliaceae

科的地位未定的属：
- Coremiostelium